# 交響曲第82番 (ハイドン)

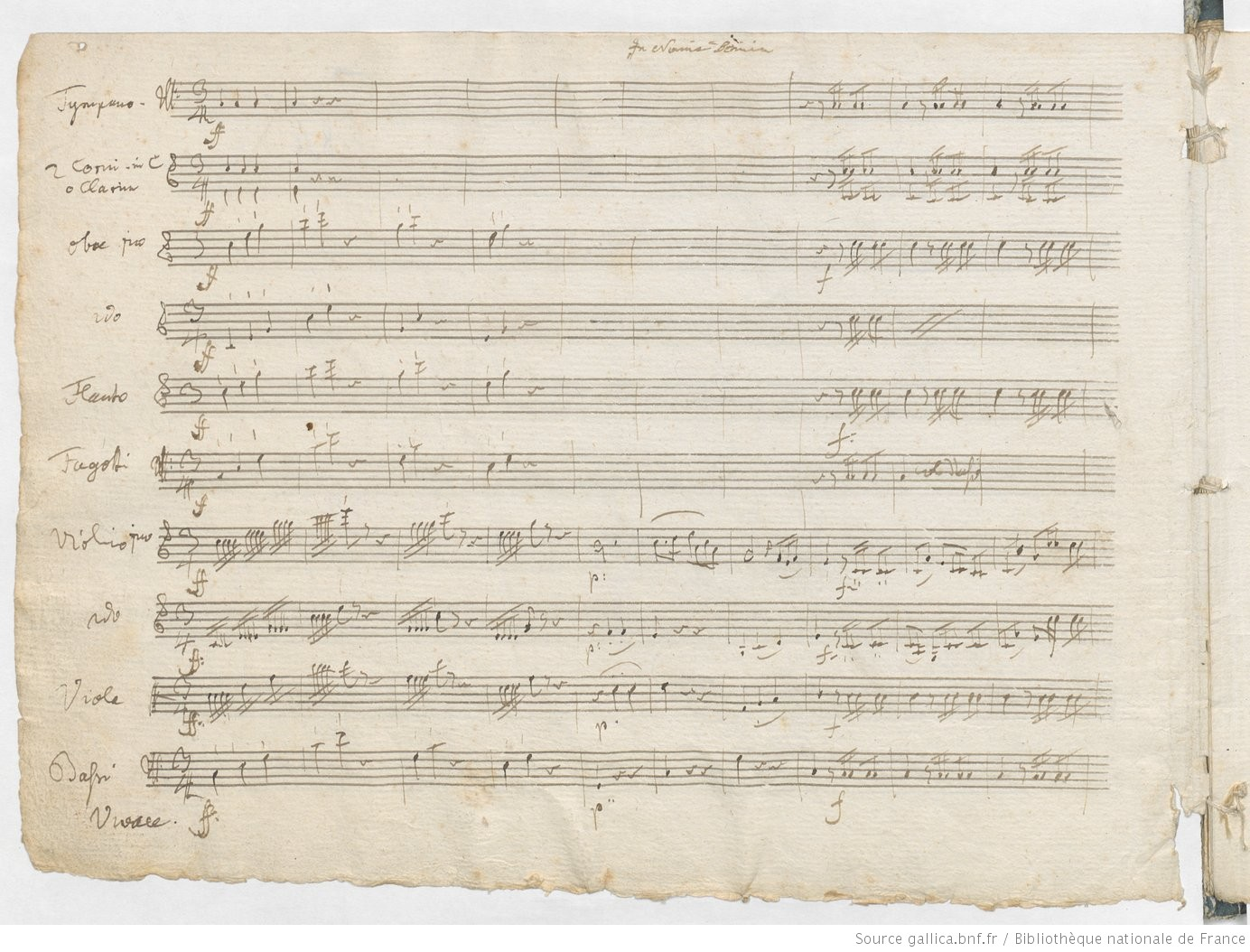
交響曲第82番の自筆譜（第1楽章 冒頭部分）

交響曲第82番 ハ長調 Hob. I:82 は、フランツ・ヨーゼフ・ハイドンが1786年に作曲した交響曲。全6曲からなる『パリ交響曲』の1曲目であり、『熊』（仏: L'Ours）の愛称で知られる。

## 愛称の由来
『熊』という愛称はハイドン自身によるものではないが、終楽章冒頭の前打音を伴う低音が熊使いの音楽を思わせることから、この愛称で呼ばれるようになった。

## 楽器編成
フルート1、オーボエ2、ファゴット2、ホルン2、ティンパニ、弦五部。
High-C管のホルンが指定されており、事実上トランペットと同じ音域を演奏する必要があるため、ホルンの代わりに、トランペット2本が用いられることもある。

## 曲の構成
全4楽章、演奏時間は約25分。
- 第1楽章 ヴィヴァーチェ・アッサイ
ハ長調、4分の3拍子、ソナタ形式。
お使いのブラウザーでは、音声再生がサポートされていません。音声ファイルをダウンロードをお試しください。

- 第2楽章 アレグレット
ヘ長調、4分の2拍子、変奏曲風ロンド形式。
お使いのブラウザーでは、音声再生がサポートされていません。音声ファイルをダウンロードをお試しください。

- 第3楽章 メヌエット - トリオ
ハ長調、4分の3拍子、複合三部形式。
お使いのブラウザーでは、音声再生がサポートされていません。音声ファイルをダウンロードをお試しください。
お使いのブラウザーでは、音声再生がサポートされていません。音声ファイルをダウンロードをお試しください。

- 第4楽章 フィナーレ：ヴィヴァーチェ
ハ長調、4分の2拍子、ソナタ形式。
お使いのブラウザーでは、音声再生がサポートされていません。音声ファイルをダウンロードをお試しください。

## 逸話
- 2018年10月に開催された『第18回東京国際音楽コンクール＜指揮＞』に於ける第1次予選の課題曲として当楽曲が採用された。当該コンクールでは、第1位から第3位までを日本人出場者が独占、なかでも第1位にはコンクール史上初めて女性出場者（沖澤のどか）が選ばれている[2][3]